# Augustrevolution
Als Augustrevolution in Vietnam wird die Etablierung einer von der französischen Kolonialmacht unabhängigen vietnamesischen Regierung in Hanoi durch die Viet Minh ab August 1945 bezeichnet. Am 2. September 1945 rief Ho Chi Minh öffentlich in Hanoi die Demokratische Republik Vietnam (DRV) aus. Die Absicht Frankreichs, seine Kolonie wieder in Besitz zu nehmen, wurde durch die drohende Intervention nationalchinesischer Truppen, die in Nordvietnam stationiert waren, aufgeschoben. Infolgedessen kam es zu einem kurzlebigen Interimsabkommen zwischen Frankreich und den Viet Minh. Nach Abzug der chinesischen Truppen eskalierte die Lage Ende 1946 und mündete in den bis 1954 andauernden Indochinakrieg.

## Hintergrund

### Kolonialherrschaft

Administrative Gliederung der Kolonie Indochina mit den mehrheitlich vietnamesischen Regionen Tonkin, Annam und Cochinchina

Mitte des 19. Jahrhunderts begann Frankreichs ökonomische und militärische Einflussnahme in Indochina, 1857 die französische Landnahme in Cochinchina. Saigon wurde 1859 von französischen Truppen besetzt. 1882 bis 1897 wurden Zentral- und Nordvietnam sowie Laos der französischen Kolonie zugeschlagen. Die historisch tradierte vietnamesische Monarchie wurde durch Aushöhlung ihrer Souveränität in ein Werkzeug des Kolonialstaats umgewandelt.
Anfang des 20. Jahrhunderts bildete sich eine sehr kleine einheimische Bevölkerungsschicht mit moderner Schul- und Hochschulausbildung, welche in untergeordneten Funktionen dem Kolonialstaat diente. Diese Intellektuellen kritisierten die Kolonialmacht aus nationalistischer oder auch marxistischer Perspektive. Es wurden politische Parteien nach modernem Vorbild im Geheimen gegründet, um der Kolonialmacht organisierten Widerstand entgegensetzen zu können. Dabei fanden vor allem unter der jungen Generation marxistische Ideen einen hohen Zuspruch. 1930 orchestrierte die nationalistische VNQDD einen Aufstandversuch in Yen Bai. Die im selben Jahr gegründete Kommunistische Partei Indochinas beteiligte sich an Bauernunruhen mit der Einrichtung von kurzlebigen Dorfsowjets. Frankreich konnte die Aufstandsbewegungen mittels Kolonialtruppen rasch eindämmen und die Netzwerke der Unabhängigkeitsbewegungen zerschlagen. Im Rahmen der Repression wurden mehrere Tausend Menschen getötet und rund 10.000 Vietnamesen in Haft genommen.
Die französische Kolonialherrschaft bedeutete für die vietnamesische Mehrheitsbevölkerung der in Dorfgemeinschaften lebenden Bauern mit keinem oder geringem Landbesitz eine Verschlechterung der eigenen Lebensbedingungen. Von den 1830ern bis zu den 1930ern versechsfachte sich die Bevölkerung Indochinas aufgrund der Einführung moderner Hygiene- und Impfmaßnahmen, die Fläche kultivierten Landes nahm aber nur um den Faktor zwei zu. 1939 konnte sich die Mehrheit der Landbevölkerung in Tonkin außerhalb der Erntezeit nicht mehr als eine Mahlzeit am Tag verschaffen. Zu dieser chronischen Mangelernährung kam die Furcht vor immer wieder auftretenden Hungersnöten. Die Kolonialverwaltung verschärfte diese Not zusätzlich durch die Besteuerung der Bauern zwecks Entwicklung einer Kolonialwirtschaft. Besonders während der Weltwirtschaftskrise kam es wiederholt zu Hungersnöten im Norden des Landes.

### Niedergang der Kolonialmacht im Zweiten Weltkrieg
Das politische Gefüge Französisch-Indochinas wurde durch die Niederlage Frankreichs im Westfeldzug entscheidend erschüttert. Die dem kollaborierenden Vichy-Regime zugehörige Kolonialverwaltung und das dort stationierte Militär wurden auf eine Rolle der Machtlosigkeit reduziert, während die Kolonie im Kriegsverlauf mehr und mehr unter japanischen Einfluss geriet. Seit 1940 waren japanische Streitkräfte in der Kolonie stationiert, deren Marine und Luftwaffe die Einrichtungen des Landes im Kampf gegen die Alliierten nutzten. Im Sommer 1941 musste die französische Verwaltung rund 70.000 Quadratkilometer der Kolonie an Thailand abtreten, um den nach 1940 von Thailand begonnenen Französisch-Thailändischen Krieg zu beenden. Ende 1944 plante die japanische Führung wegen einer zu erwartenden alliierten Landung in Indochina die Operation Meigo Sakusen (Heller Mond) zur Entwaffnung der verbliebenen französischen Kolonialtruppen und zur Machtübernahme in Indochina. Die Operation sollte einer Landung zuvorkommen oder im Hinterland guerillaartigen Widerstand leisten. Die Aktion wurde mehrmals verschoben, jedoch am 28. Februar vom Obersten Kriegsrat endgültig befohlen. Ausschlaggebend war die Argumentation des Außenministers Mamoru Shigemitsu, dass eine Invasion Indochinas weiterhin möglich sei und er von diplomatischer Seite garantieren könne, dass Indochina keinen Kriegsgrund für die Sowjetunion gegenüber Japan darstelle. Am 9. März 1945 besetzten schließlich japanische Truppen die Kolonie handstreichartig und stellten sie unter direkte japanische Verwaltung, die jedoch angesichts des Niedergangs Japans im Zweiten Weltkrieg vor allem Anarchie hinterließ. Am 11. März erklärte sich Bảo Đại auf japanischen Vorschlag zum Kaiser eines formal unabhängigen vietnamesischen Nationalstaats inklusive Südvietnams, blieb jedoch ohne internationale Anerkennung und politische Macht, die vor Ort de facto von japanischen Militärs ausgeübt wurde. Die Mehrheitsbevölkerung auf dem Land indes blieb von Bao Dais kurzlebiger Herrschaft gänzlich unberührt. Ebenso erlangten in Folge der japanischen Machtübernahme die Monarchien in Laos und Kambodscha eine zumindest formale Unabhängigkeit und wurden vom Einfluss der Kolonialmacht abgeschnitten. Aufgrund des Zusammenbruchs der öffentlichen Ordnung verschlimmerte sich die Sicherheitslage insbesondere für die wenigen verbliebenen europäischen Kolonisten. Mit dem japanischen Handstreich erlebte die Viet Minh erneut explosionsartig Zulauf, da deren Unterstützer nun keine Repressionen mehr seitens der bis dahin weiter tätigen französischen Sicherheitskräfte befürchten mussten.
Ökonomisch wurde das Land durch den Krieg isoliert. Die Produktion des schwach ausgeprägten Industriesektors des Landes kam 1944 zum Erliegen. 1945 mussten ärmere Landbewohner auf Grasmatten zu Bekleidungszwecken zurückgreifen, da kein Stoff mehr verfügbar war. Die wenigen verbliebenen Motorfahrzeuge wurden aus Mangel an Erdöl zur Treibstoffherstellung mit Holzvergasern oder Ethanol betrieben. Eine schlechte Reisernte sowie kriegsbedingt erzwungene Exporte nach Japan und der Mangel an Transportmitteln verursachten vom Herbst 1944 bis zum Mai 1945 eine Hungersnot, der laut Schätzungen der französischen Kolonialverwaltung rund eine Million Menschen zum Opfer fielen.
Die frei-französische Regierung unter Charles de Gaulle hatte sich in der Konferenz von Brazzaville 1944 festgelegt, die Souveränität über sämtliche kolonialen Besitzungen zu erhalten beziehungsweise wiederzuerlangen. Den kolonialisierten Gesellschaften wurde dabei ein humanisiertes, weniger ausbeuterisches Kolonialsystem versprochen. Bezüglich Indochina bekräftigte die französische Regierung dies nochmals kurz nach der Machtübernahme durch die Japaner im März 1945 mit einer eigenen Regierungserklärung. Im August 1945 ernannte de Gaulle Georges Thierry d’Argenlieu zum Generalgouverneur von Indochina mit dem öffentlich verlautbarten Ziel, die französische Souveränität in der Kolonie wiederherzustellen. US-Präsident Harry S. Truman hatte der französischen Regierung bereits im Mai 1945 zugesichert, dass die USA die Souveränität Frankreichs über Indochina anerkennen und unterstützen würden. Im Rahmen der Potsdamer Konferenz im August 1945 legten die Siegermächte in Abwesenheit Frankreichs in einer Nebenabrede fest, dass Indochina nördlich des 16. Breitengrades von nationalchinesischen Truppen, der Südteil dagegen von britischen Truppen besetzt werden sollte, um so US-amerikanische Kräfte für die Besetzung der japanischen Hauptinseln freizumachen.

### Erstarken der kommunistischen Unabhängigkeitsbewegung

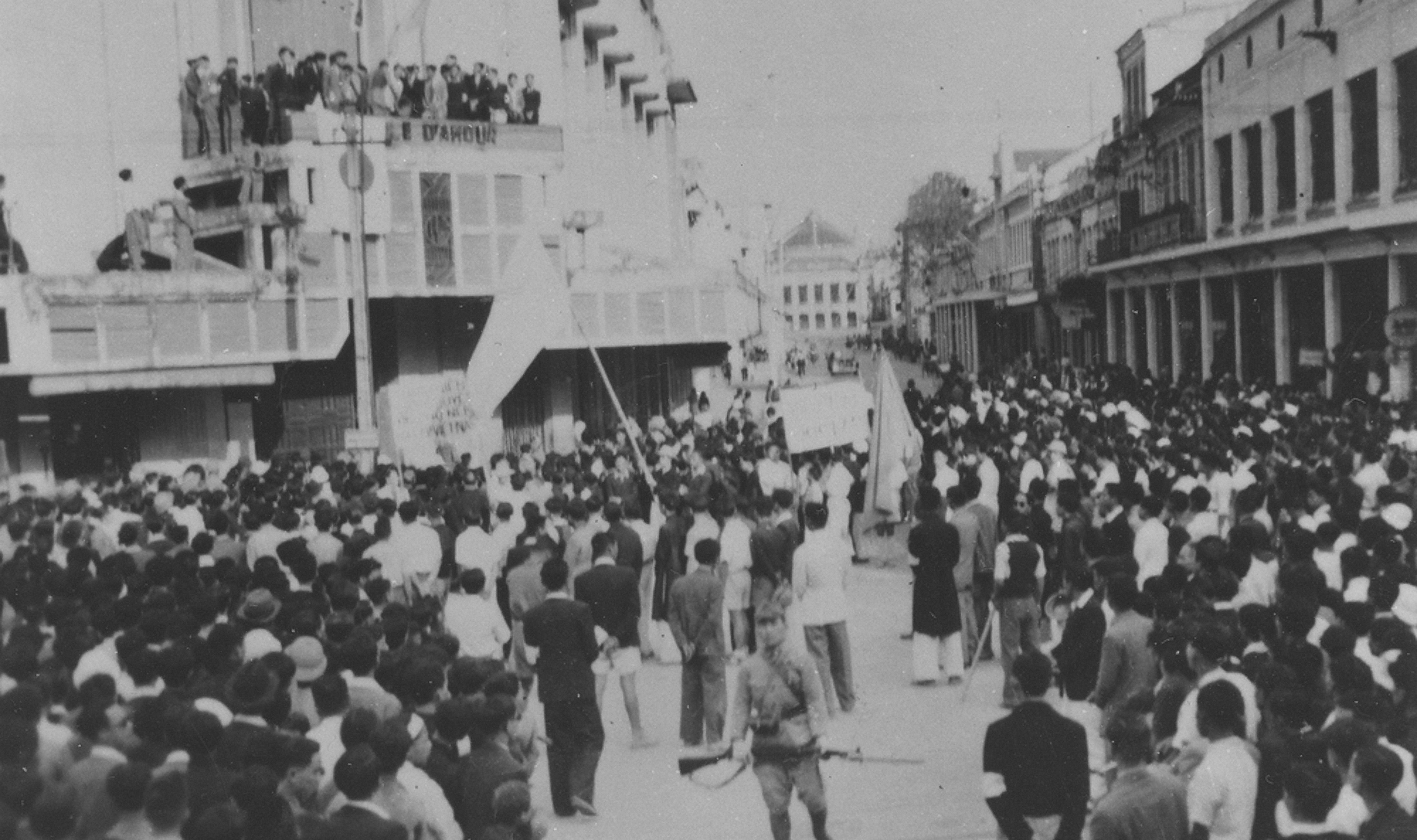
1945

Bereits im Mai 1941 hatte die Kommunistische Partei Indochinas unter Führung Ho Chi Minhs auf dem 8. Plenum des Zentralkomitees beschlossen, der nationalen Unabhängigkeit gegenüber den sozialen und politischen Zielen der kommunistischen Revolution den Vorrang zu geben. Als Instrument dieser Politik wurde die Viet Minh als Sammlungsbewegung zur Erreichung der Unabhängigkeit unter Kontrolle der Partei gegründet, die ihrerseits mit der Nationalen Befreiungsarmee einen militärischen Flügel einrichtete, der in den unzugänglichen Regionen des Viet Bac in Tonkin einen militärischen Rückzugsraum aufzubauen begann. Dieses Wachstum der Viet Minh konnte auch durch mehrere französische Militär- und Geheimdienstoperationen nicht eingeschränkt werden.
Die mit Japan im Krieg liegende Republik China unterstützte die Viet Minh durch Ausbildung ihrer Kader, und Planungen für eine chinesische Invasion Indochinas intensivierten ab Ende 1943 diese Zusammenarbeit weiter. Insbesondere zwangen die chinesischen Behörden die von ihr abhängigen, nicht-kommunistischen vietnamesischen Nationalisten durch politischen Druck zur Zusammenarbeit mit der Viet Minh. Seit mindestens 1944 rechnete die Viet Minh mit der kampflosen Übernahme der Macht in Vietnam im Zuge einer japanischen Niederlage im Zweiten Weltkrieg. Bis 1945 überzog die Viet Minh ganz Vietnam mit hunderten lokaler Komitees der nationalen Rettung, mit denen mehrere zehntausend Unterstützer mobilisiert werden konnten. Bis zum März 1945 konnte die Guerilla ihren Aktionsradius bis nach Thai Nguyen, dem Tor zum Delta des Roten Flusses, ausdehnen. Seit Anfang 1945 befand sich auf Initiative des Office of Strategic Services ein kleines US-amerikanisches Team bei der Viet-Minh-Guerilla, das diese im Fall größerer Kampfhandlungen mit Japan unterstützen sollte.

## Siegeszug der Viet Minh und Unabhängigkeitserklärung

### Etablierung der Demokratischen Republik Vietnam

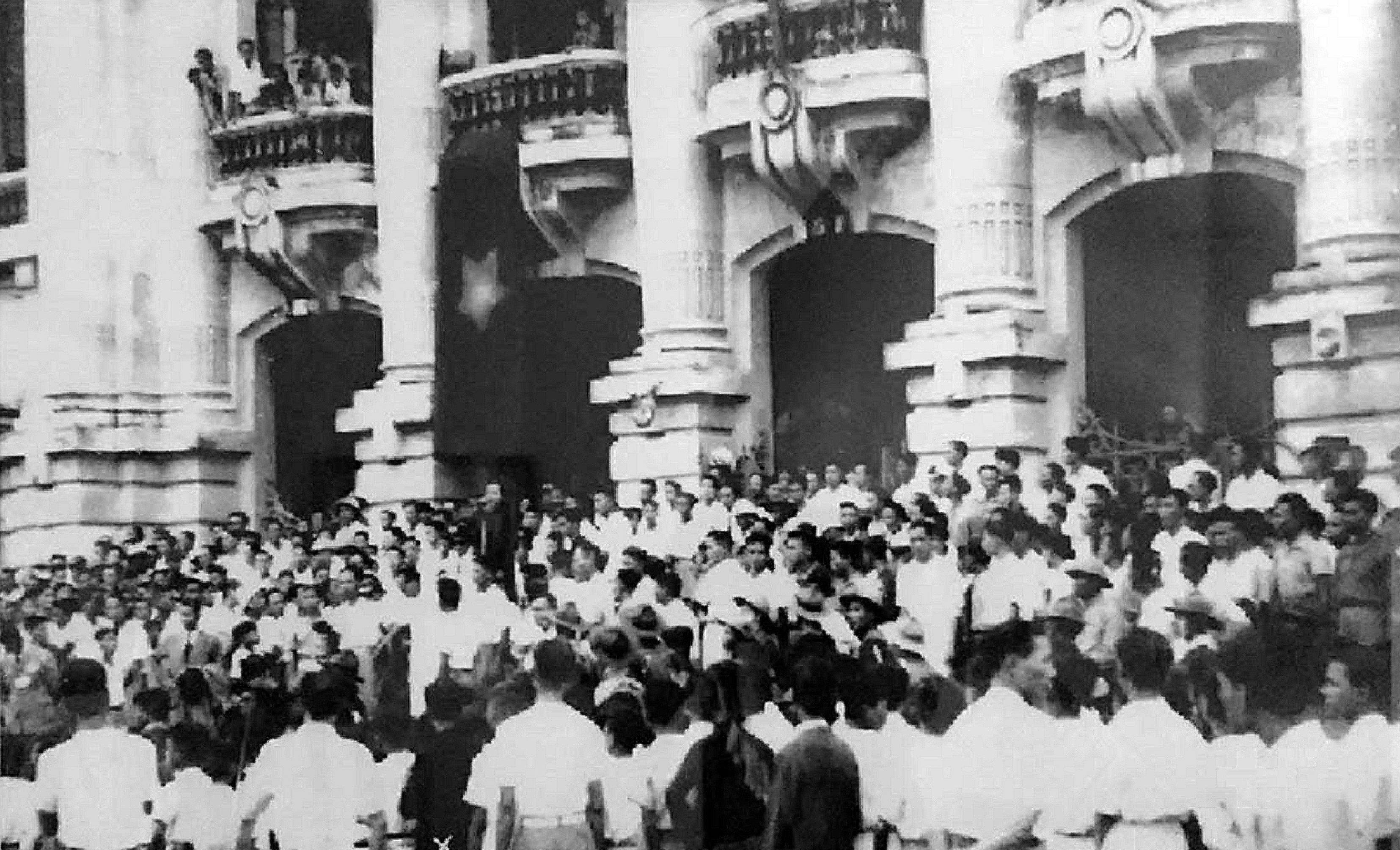
Treffen in der Grand Opera von Hanoi am 17. August 1945

Im Zuge der japanischen Kapitulation entschloss sich die Führung der Viet Minh um Ho Chi Minh, das politische Vakuum zu nutzen und durch die Besetzung möglichst großer Teile des Landes und die Ausrufung eines unabhängigen Staates die Unabhängigkeit Vietnams zu erreichen. Eine im Hauptquartier Ho Chi Minhs im Dorf Tan Trao tagende nationale Versammlung der Viet Minh berief Ho zum Staatsoberhaupt einer übergangsweisen Regierung des Landes. In Hanoi besetzten lokale Viet-Minh-Kader am 19. August kampflos die strategischen Schlüsselstellen der Stadt. Dies geschah in stillem Einvernehmen mit dem örtlichen Repräsentanten des Kaisers Bao Dai. Am 22. August konnten lokale Viet-Minh-Aktivisten die Kaiserstadt Huế unter ihre Kontrolle bringen. Am 26. August marschierten die Viet Minh Truppen aus dem Umland kampflos in Hanoi ein, womit die Kontrolle der Stadt vollständig von den japanischen Truppen an die Viet Minh überging.
Angesichts der militärischen Verhältnisse dankte der vietnamesische Kaiser Bảo Đại am 25. August 1945 explizit zugunsten der Viet Minh ab. Bao Dai wurde in die DRV als Berater Ho Chi Minhs, Nationalratsabgeordneter und Botschafter bei Chiang Kai-shek eingebunden. Die Abdankung Bao Dais verstärkte die Legitimität der Viet Minh unter den nichtkommunistischen Gesellschaftsschichten des Landes. Am 2. September 1945 rief Ho Chi Minh in Hanoi öffentlich die Unabhängigkeit der Demokratischen Republik Vietnam aus. Die Viet Minh schuf mit der DRV eine überparteilich scheinende Staatsorganisation. Der Anführer der nationalistischen VNQDD wurde Außenminister des Staates. In internen Dokumenten der offiziell selbstaufgelösten Kommunistischen Partei wurde jedoch weiter die Errichtung eines sozialistischen Einparteienstaats propagiert und auch eine konkrete Umsetzung gefordert.
Während der Revolutionszeit kam es, zumeist durch Initiative lokaler Viet-Minh-Komitees, zu ausgedehnten Beschlagnahmungen. Ziel der Beschlagnahmungen waren größere, überwiegend französische Unternehmungen, Plantagen sowie auch einheimische Landbesitzer. Die Regierung unterstützte diese Bestrebungen als Maßnahme gegen Profiteure des Kolonialstaats, versuchte jedoch, ökonomischer Praktikabilität vor sozialer Revolution den Vorzug zu geben und die Beschlagnahmungen einzudämmen. Die Regierung führte andererseits selbst planmäßig die Verstaatlichung von Infrastruktur- und Industriebetrieben durch mit dem Ziel, ein sozialistisches Wirtschaftssystem zu schaffen. Ebenso kam es vereinzelt zu ideologisch motivierten Übergriffen kommunistischer Kader auf buddhistische und christliche religiöse Einrichtungen. Diese wurden durch die Zentralregierung unterbunden. Ebenso wurden per Dekret buddhistische und christliche Geistliche vom Dienst an der Waffe sowie von kommunaler Arbeit befreit.
Die Sicherheitsdienste der Viet Minh verhafteten zahlreiche Kollaborateure mit der Kolonialmacht und Antikommunisten. Mehrere tausend starben in Haft oder wurden hingerichtet. Darunter der monarchistische Minister Phạm Quỳnh und der katholische Politiker Ngô Đình Khôi, Bruder des späteren südvietnamesischen Präsidenten Ngô Đình Diệm. Die Viet Minh stoppten die Repressionen weitgehend, als die chinesischen Truppen die Kontrolle in Tonkin übernahmen, um eine möglichst breite Unterstützerbasis für die erwartete Auseinandersetzung mit der Kolonialmacht zu bewahren.
Bezüglich der Ernährungslage führte die DRV-Regierung unter dem Schlagwort Kampf dem Hungerbanditen eine Kampagne. Durch ein staatliches Verteilungssystem, Exportverbote, zusätzlichen Maniokanbau und das Verbot, Reis grundnahrungsmittelfremd weiterzuverarbeiten, konnte die Ernährungslage entscheidend gebessert werden. Interne Dokumente des Viet Minh sprechen von rund 11.000 Todesopfern durch Mangelernährung für 1946 gegenüber rund einer Million des Vorjahres. In weiten Teilen Nordvietnams blieb die Ernährungssituation jedoch prekär.
Die Regierung beließ die bestehenden kolonialen Monopole über Salz, Opium und Alkohol in der Hoffnung, Einnahmen generieren zu können. Sehr populäre Maßnahmen waren die Aufhebung der vom Kolonialstaat eingeführten Kopfsteuer und die Ausgabe von Ho-Chi-Minh-Banknoten als allerdings rasch verfallende Notwährung. Ebenso schuf die DRV ein staatseigenes Handelsunternehmen namens Viet Tien, das eine planmäßige wirtschaftliche Modernisierung des Landes und die Kontrolle des Außenhandels übernehmen sollte. Die Regierung versuchte, Kapital durch Spendenkampagnen zu mobilisieren; die Ergebnisse blieben begrenzt. Im April 1946 führte die DRV aus Geldmangel eine der Kopfsteuer ähnliche sogenannte Verteidigungsabgabe ein.
Auf militärischem Gebiet wurde der Aufbau einer regulären Armee durch die Einrichtung einer Militärakademie und einer Militärmedizinhochschule im Herbst 1945 vorangetrieben. Sämtliche in der DRV verfügbare Ärzte und Apotheker wurden bei den Streitkräften oder dem Innenministerium dienstverpflichtet. Durch die Schaffung eines fast vollständig von Kommunisten dominierten Generalstabs im September 1945 schuf sich die kommunistische Partei ein Instrument, das Militär des Staates unabhängig vom zivilen Verteidigungsministerium zu kontrollieren.

### Französische Machtübernahme im Süden

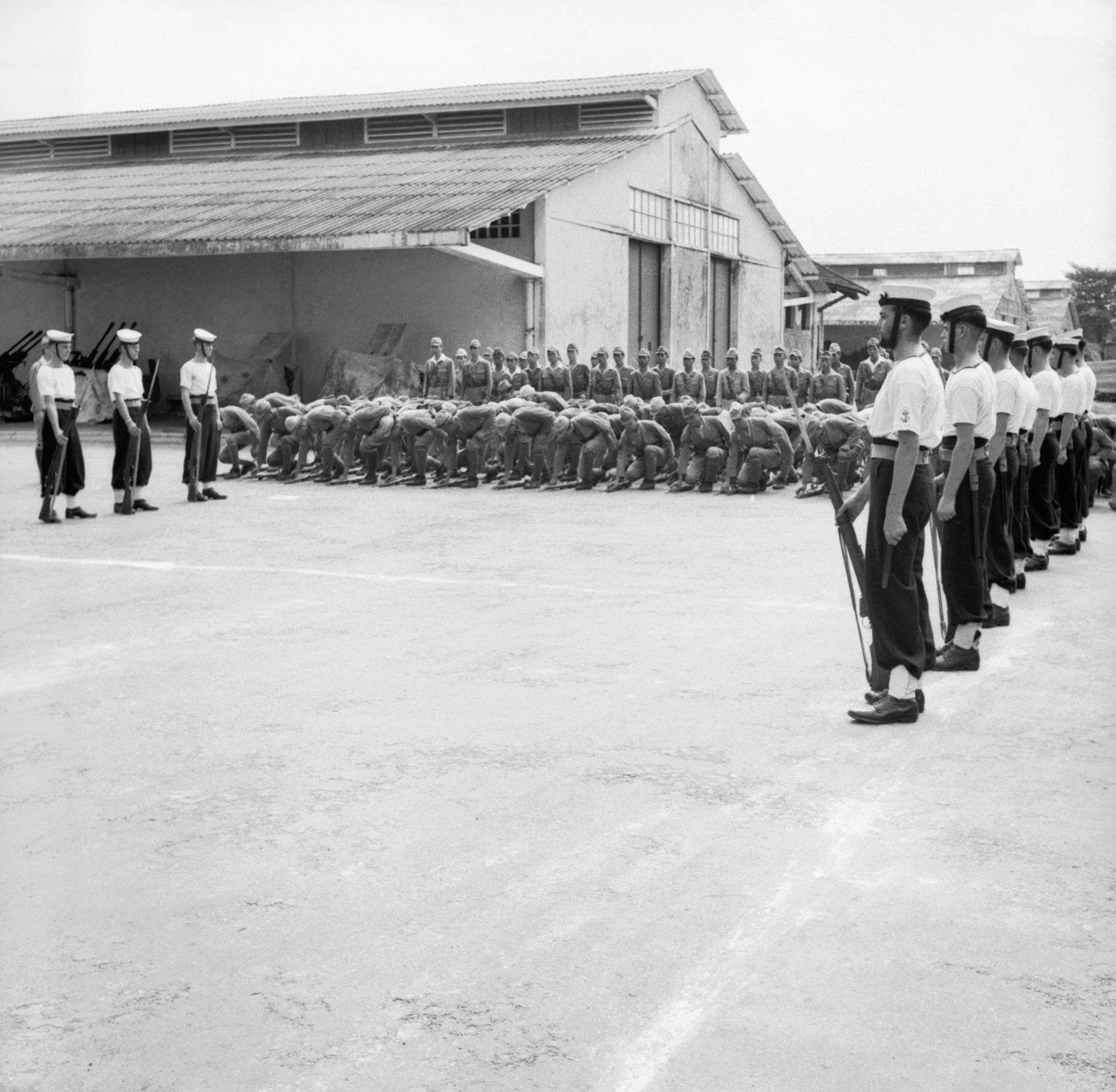
Kapitulation japanischer Soldaten gegenüber alliierten Truppen in Saigon 1945

Während ihre Position im Norden praktisch unbestritten war, zeigte sich in Cochinchina ein anderes Bild. Im südlichen Teil des Landes verfügten die religiösen Gruppen der Cao Dai und Hoa Hao über eigene, durch die Japaner aufgerüstete Milizen, die zusammen mit Katholiken, Trotzkisten und ehemaligen Angehörigen der Miliz oder Polizei eine politisch von der Viet Minh unabhängige Koalition bildeten. Einer ihrer prominenten Anführer war Ngo Dinh Diem. Die Bewegung zeigte ihre politische Macht u. a. durch Demonstrationen in Saigon als Reaktion auf die Machtübernahme der Viet Minh in Hanoi.
Am 24. August 1945 übernahm ein neunköpfiges Komitee des Südens, in das die beiden religiösen Sekten nominell integriert waren, unter dem Viet-Minh-Funktionär Tran Van Giau formell die Macht in Saigon. Die noch verbliebenen japanischen Truppen leisteten keinen Widerstand und den Viet Minh gelang es die Stadt binnen Stunden unter ihre Kontrolle zu bringen. Sie stützten sich zunächst auf die unter Pham Ngoc Thach zu ihnen übergelaufenen paramilitärischen Jugendgruppen, welche die Japaner während ihrer Herrschaft aus eigentlich profranzösischen Jugend- und Sportgruppen gebildet hatten. Schon nach kurzer Zeit aber verlor das Komitee die Mitwirkung der nichtkommunistischen Kräfte wieder, umso mehr, als die kommunistischen Kader der Viet Minh auch die im Süden angesiedelte konkurrierende kommunistische Fraktion der Trotzkisten mittels Verhaftung und auch Ermordung strikt verfolgte.
Am 13. September 1945 kamen britische und französische Truppen unter General Douglas Gracey auf dem Luftweg nach Saigon. Graceys Ziel war es, angesichts der Schwäche der Franzosen mit eigenen Kräften und unter Zuhilfenahme japanischer Kriegsgefangener die koloniale Ordnung in dem von ihm kontrollierten Süden des Landes möglichst schnell wiederherzustellen. Die erste Maßnahme des britischen Kommandos bestand darin, direkt nach der Landung das Komitee des Südens mithilfe requirierter japanischer Truppen aus dem Palast des Generalgouverneurs zu vertreiben. Daraufhin reagierte das Komitee mit der Ausrufung des Generalstreiks für den 17. September 1945. Gracey antwortete darauf mit der Ausrufung des Kriegsrechts, Aufhebung der Versammlungsfreiheit und Ausgangssperren. Graceys Truppen bewaffneten 1.400 ehemalige französische Soldaten und Zivilisten. Diese zogen am 23. September eine Spur der Verwüstung durch die Stadt. Aufgrund der Übergriffe gegen die Zivilbevölkerung wurden sie wieder entwaffnet. Nachdem es in der folgenden Nacht jedoch zu zahllosen Racheakten von vietnamesischer Seite gekommen war, gab Gracey den Franzosen ihre Waffen wieder zurück. Mehrere Mitglieder des Komitees des Südens wurden von französischer Seite hingerichtet, und den Alliierten gelang es, die Stadt unter ihre Kontrolle zu bringen. Im Oktober 1945 landeten die ersten Einheiten des Expeditionskorps unter Generalmajor Leclerc. Diese konnten in einer Pazifierungskampagne die Viet Minh rasch in den Untergrund treiben, ihre Organisation jedoch nicht zerstören. Die Guerilla konnte sich in den Dschungel zurückziehen und ging größeren Gefechten aus dem Weg. Der Journalist Bernard B. Fall bemerkte, dass die französischen Truppen zwar vordergründig den Süden kontrollierten, jedoch bereits 100 Meter fernab der Straßen die Viet Minh ungestört agieren konnten.

### Abkommen vom 6. März 1946
Auf französischer Seite plante das Expeditionskorps unter Leclerc die beiden wichtigsten Städte Nordvietnams, Hanoi und Haiphong, durch eine See- und Luftlandeoperation mit mehreren zehntausend Soldaten zu besetzen und die DRV somit zu zerschlagen. Die Republik China, die den Norden des Landes mit rund 200.000 Soldaten unter dem General Lu Han besetzt hielt, verhinderte dies jedoch. Lu Han erklärte den Franzosen mehrmals, dass seine Truppen eine Landung französischer Soldaten ohne vorheriges Abkommen mit der Viet Minh nicht kampflos hinnehmen würden, und so eröffneten chinesische Truppen am 6. März 1946 das Feuer auf ankommende französische Schiffe in Haiphong, mit der Folge, dass die französische Führung schließlich an den Verhandlungstisch mit der Viet Minh gezwungen wurde. Das chinesische Militär folgte dabei bewusst der Strategie der chinesischen Führung um Chiang Kai-shek, einen Krieg in Vietnam zu verhindern, um so alle Kräfte auf das sich erneut abzeichnende Aufflammen des Bürgerkriegs gegen die chinesischen Kommunisten bündeln zu können.
Durch den Unterhändler Jean Sainteny kam es am 6. März 1946 zu einem Modus-Vivendi-Abkommen zwischen der DRV und der französischen Regierung, in dem Frankreich der DRV den Status eines eigenen Freistaats mit eigener Regierung, Wirtschaftspolitik, eigenem Parlament und Militär zubilligte, die DRV jedoch weiterhin Teil Französisch-Indochinas bliebe und das Wort „Unabhängigkeit“ bewusst vermieden wurde. Die Vereinigung der drei Provinzen Tonkin, Annam und Cochinchina zu einem vietnamesischen Gesamtstaat sollte per Referendum entschieden werden. Ebenso legte das Abkommen den Abzug der noch im Land verbliebenen chinesischen Truppen fest, während das französische Militär erst spätestens in fünf Jahren aus dem Land abgezogen werden sollte. Trotz der weitreichenden Zugeständnisse wurde das Abkommen damit von französischer Seite vor allem dazu benutzt, eigene Truppen in den bisher chinesisch besetzten Teil des Landes zu verbringen.
In der vietnamesischen Bevölkerung selbst wurde das Abkommen teilweise als Erleichterung gesehen, von großen Teilen jedoch als politische Niederlage, welche die bis dato gebrachten Opfer für den Unabhängigkeitskampf delegitimiere. Die Führung der Viet Minh versuchte die Vorteile des Abkommens unter dem Slogan Vorwärts durch Kompromisse der eigenen Klientel zu vermitteln und Ho äußerte sich öffentlich, dass eine spätere Unabhängigkeit die zu erwartenden Menschenopfer eines Unabhängigkeitskrieges aufwiege. Innenpolitisch nutzte die Regierung der DRV jedoch die Zeit, um den politischen Alleinvertretungsanspruch der kommunistischen Partei durchzusetzen. So wurde die VNQDD verboten, nachdem sich die chinesischen Truppen zurückgezogen hatten.

## Der Weg in den Krieg
Von französischer Seite hintertrieb Hochkommissar d’Argenlieu das Abkommen am 26. Februar durch die Gründung einer profranzösischen Autonomen Republik Cochinchina am 26. März 1946. Daraufhin ging die Viet-Minh-Guerilla im Süden, die bis dahin eine defensive Strategie verfolgt hatte, zur Offensive über. Mit der Fortsetzung des Guerillakrieges begründeten die französischen Stellen die öffentliche Abkehr von den im März-Abkommen vereinbarten Wahlen. Im April 1946 formulierte der militärische Oberbefehlshaber General Jean-Étienne Valluy in Abstimmung mit d’Argenlieu in einem militärischen Befehl das Ziel einer militärischen Operation inklusive eines Staatsstreichs in Hanoi. Im Sommer 1946 versuchte das französische Militär, seine Einflusssphäre in Tonkin zu erweitern. Im November 1946 besetzten die Franzosen Haiphong, nachdem bei einer Zollkontrolle Schüsse gefallen waren. Die Stadt und Zivilbevölkerung wurden dabei Ziel des Bombardement von Haiphong von See und aus der Luft und konnten erst nach fünf Gefechtstagen vollständig unter französische Kontrolle gebracht werden. Im Rahmen der Kampfhandlungen kamen mehrere Tausend vietnamesische Zivilisten ums Leben. Die sowjetische Regierung sah eine Einmischung in Indochina als nicht sinnvoll an, da sie ihren politischen Fokus auf die Konsolidierung ihrer Macht in Osteuropa richtete; zudem wollte sie Frankreich als potentiell beeinflussbaren Akteur innerhalb des westlichen Bündnisses nicht verärgern. Nennenswerte Unterstützung aus dem kommunistischen Block erhielten die Viet Minh erst nach dem Sieg der chinesischen Kommunisten im Bürgerkrieg 1949. Die Passivität der Sowjetunion sorgte für Verärgerung innerhalb der vietnamesischen kommunistischen Führung. Dies hinderte die Kommunisten jedoch nicht daran, weiter das Propagandamotiv des ideologisch verwandten Bruderstaates in der Öffentlichkeit hochzuhalten.
Die weiteren diplomatischen Gespräche des Jahres 1946 in Dalat und in Fontainebleau blieben ergebnislos, da die neue französische Regierung unter Georges Bidault wie die Militärführung zu keinen weiteren Zugeständnissen bereit war. Die Führung der kommunistischen Partei kam spätestens im Oktober per Deklaration des Militärkomitees für Gesamtvietnam formell zu dem Schluss, dass ein Krieg im ganzen Land unvermeidlich sei, um das Ziel der Unabhängigkeit zu erreichen. Am 19. Dezember 1946 kam es durch Sabotage von Viet-Minh-Kräften zu einer totalen Unterbrechung der Stromversorgung von Hanoi. Daraufhin folgte ein Angriff der Viet Minh auf die französischen Truppen in Hanoi und anderen Städten Tonkins. Die Viet Minh konnten erst nach mehrmonatigen Gefechten von den französischen Kräften aus Hanoi vertrieben werden. Infolgedessen setzten sie sich in ihre Basen in den Viet Bac ab und führten von dort aus weiter den Guerillakrieg gegen Frankreich. Dieser als Indochinakrieg bezeichnete Konflikt endete 1954 mit dem erneuten Einzug der Viet Minh in Hanoi.